# 龍野神社
龍野神社（たつのじんじゃ）は、兵庫県たつの市の鶏籠山南西麓にある神社。旧社格は、郷社。江戸時代後期から明治時代初期に流行した藩祖を祀った神社のひとつ。

## 祭神
主祭神
- 建安治主神（ケンヤスハルヌシノカミ）

龍野藩脇坂家初代の脇坂安治のことであり、武安治公霊あるいは建安治主大明神とも称した。
配祀神
- 宇迦之御魂命（ウカノミタマノミコト）
- 誉田別命（ホンダワケノミコト）
- 天御中主命（アメノミナカヌシノミコト）
- 迦具都知命（カグツチノミコト）
- 野見宿祢命（ノミノスクネノミコト）

## 歴史
文久2年（1862年）に龍野藩第9代藩主脇坂安宅が、江戸汐留藩邸より賤ヶ岳の七本槍に数えられる龍野藩脇坂家初代の脇坂安治を祭神とする脇坂家の廟として脇坂家上屋敷（現・聚遠亭）の隣に移転建立した祖霊社である。1875年（明治8年）9月、郷社に列格した。

## 境内
- 本殿
- 拝殿

合祀社
- 野見宿禰神社
- 玉嶋稲荷神社

摂社
- 城山八幡宮
- 粟島神
- 水天宮

## 現地情報
所在地
- 兵庫県たつの市龍野町中霞城2

交通
- JR姫新線 本竜野駅下車後、 徒歩25分またはタクシー8分

周辺
- 龍野公園
  - 聚遠亭（隣接）
- 龍野城跡

## 文化財

### 指定文化財（市指定）
- 縹糸威布袋菖蒲蒔絵仏胴（はなだいとおどしほていしょうぶまきえほとけどう）

胴の表面は黒漆が塗られており、狩野探幽が書いたとされる前面に布袋、背面に菖蒲の絵が金蒔絵で施された甲冑である。脇坂安治所用であり、豊臣秀吉から拝領したという伝承を持つものである。現在は、たつの市立龍野歴史文化資料館に保存されている。
- 伊予札縹糸下散紅威胴丸具足（いよざねはなだいとげさんくれないおどしどうまるぐそく）

脇坂安治所用と伝わっており、鎧全体の各部に菊や唐獅子、脇坂家家紋である輪違い紋が金蒔絵で施された甲冑である。現在は、たつの市立龍野歴史文化資料館に保存されている。